# Elfviksvägen

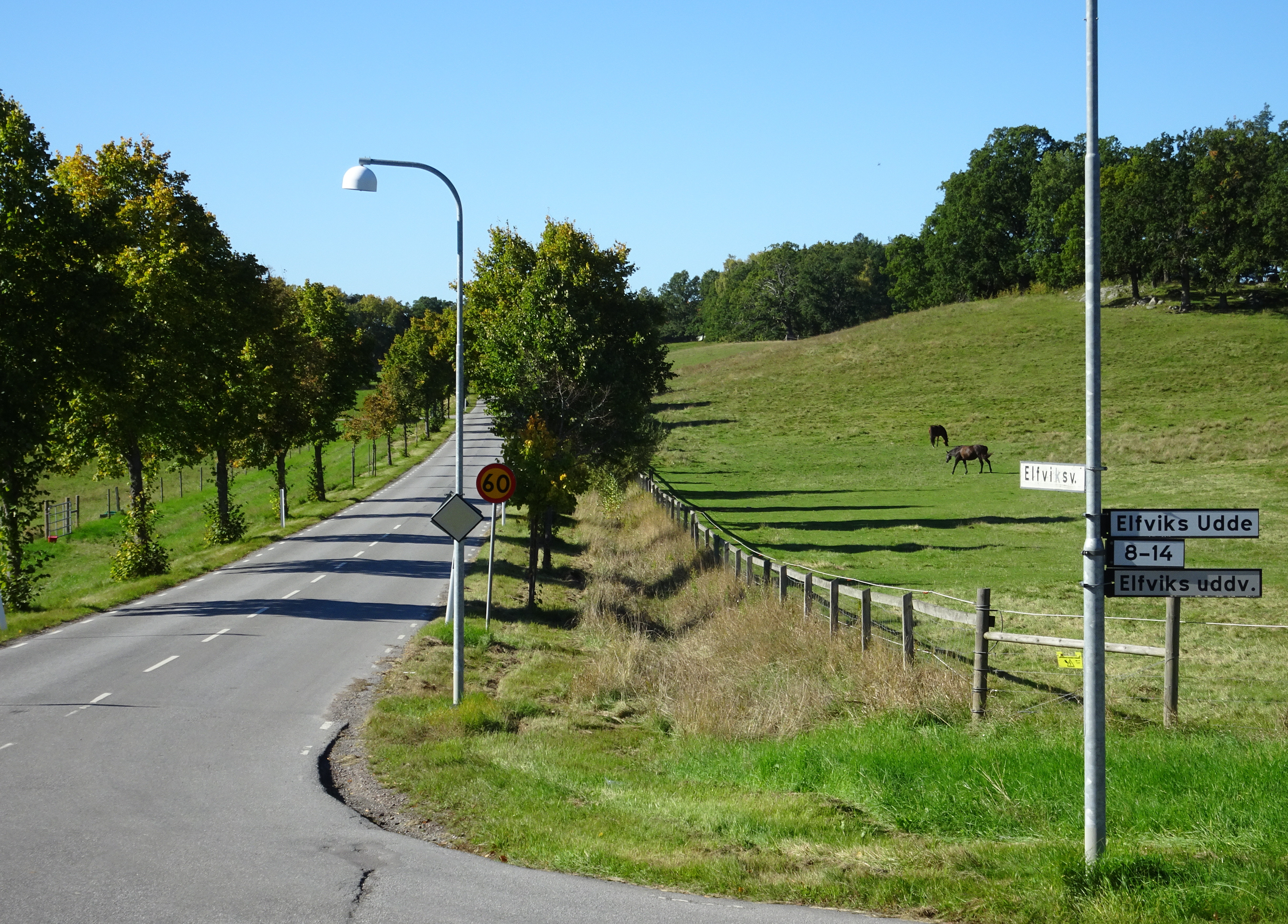
Elfviksvägens slut vid Elfviks udde, vy västerut, september 2021.

Elfviksvägen är en gammal landsväg på norra Lidingö kommun, som löper från Norra Kungsvägen vid Lidingövallen, ut till Elfvik, en sträcka på cirka 5,3 kilometer.

## Beskrivning
Elfviksvägen sträcker sig norr om Kyrkviken och Hustegafjärden. Den är redovisad på Lars Kietzlinghs karta från 1720 och kallas på äldre kartor från 1700-talet: Wägen ifrån Stockholm och Lidingö Kyrka til Elfvik. Vägen är således den historiska färdvägen på norra Lidingön som även via den gamla flottbron Lidingöbron hade förbindelse med Stockholm.
Den östra delen går genom ett glest bebyggd kulturlandskap, där lokalvägar går ner till Yttringes sommarvillor (idag permanat bebodda villor), bland dem Östra Yttringe, Oskarshäll, Kristinehäll, Bellevue, Fredrikshäll, Eriksberg, Tomtebo och Karlsro.  
Den Västra delen går genom Rudboda och kantras av nyare villa- och radhusområden. Vid Elfviksvägen ligger Hustegaholm och Irans ambassad i Stockholm. Det finns en avfart till Fågelöudde, och flera av Lidingös konferensanläggningar.

### Bebyggelse längs vägen (urval)

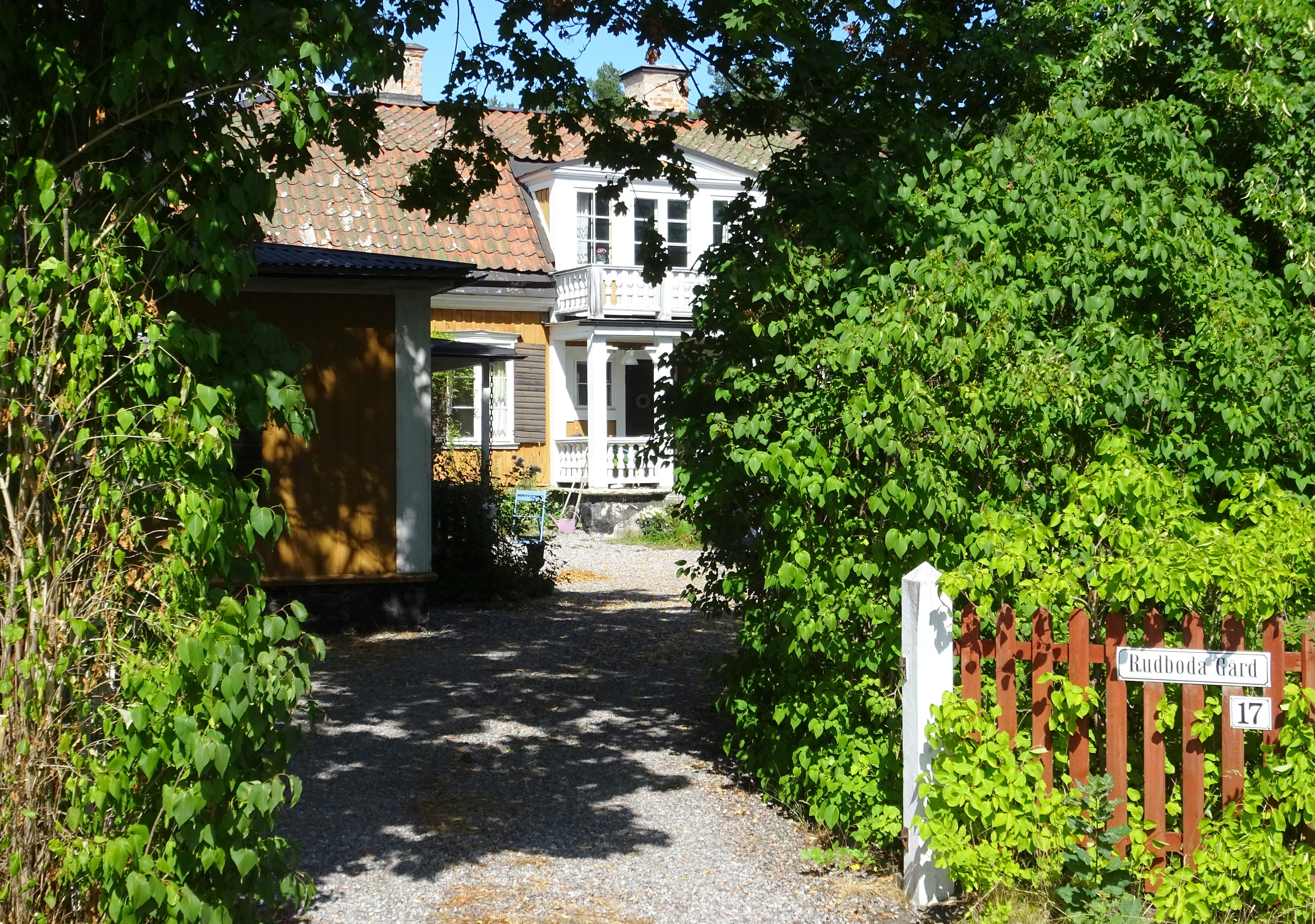
Rudboda gård Elfviksvägen 17.

Längs med och i närheten av Elfviksvägen återfinns några intressanta byggnader (från väst till öst):
- Rudboda gård
- Villa Gadelius, arkitekt Ralph Erskine
- Villa Molin, arkitekt Ralph Erskine
- Sjöviks kedjehusbebyggelse
- Skogshem & Wijk Meetings Events, arkitekt Anders Tengbom
- Villa Kullen, arkitekt Isak Gustaf Clason
- Villa Söderås, arkitekt Harald Falkman
- Östra Yttringe gård
- Elfviks gård

## Bilder

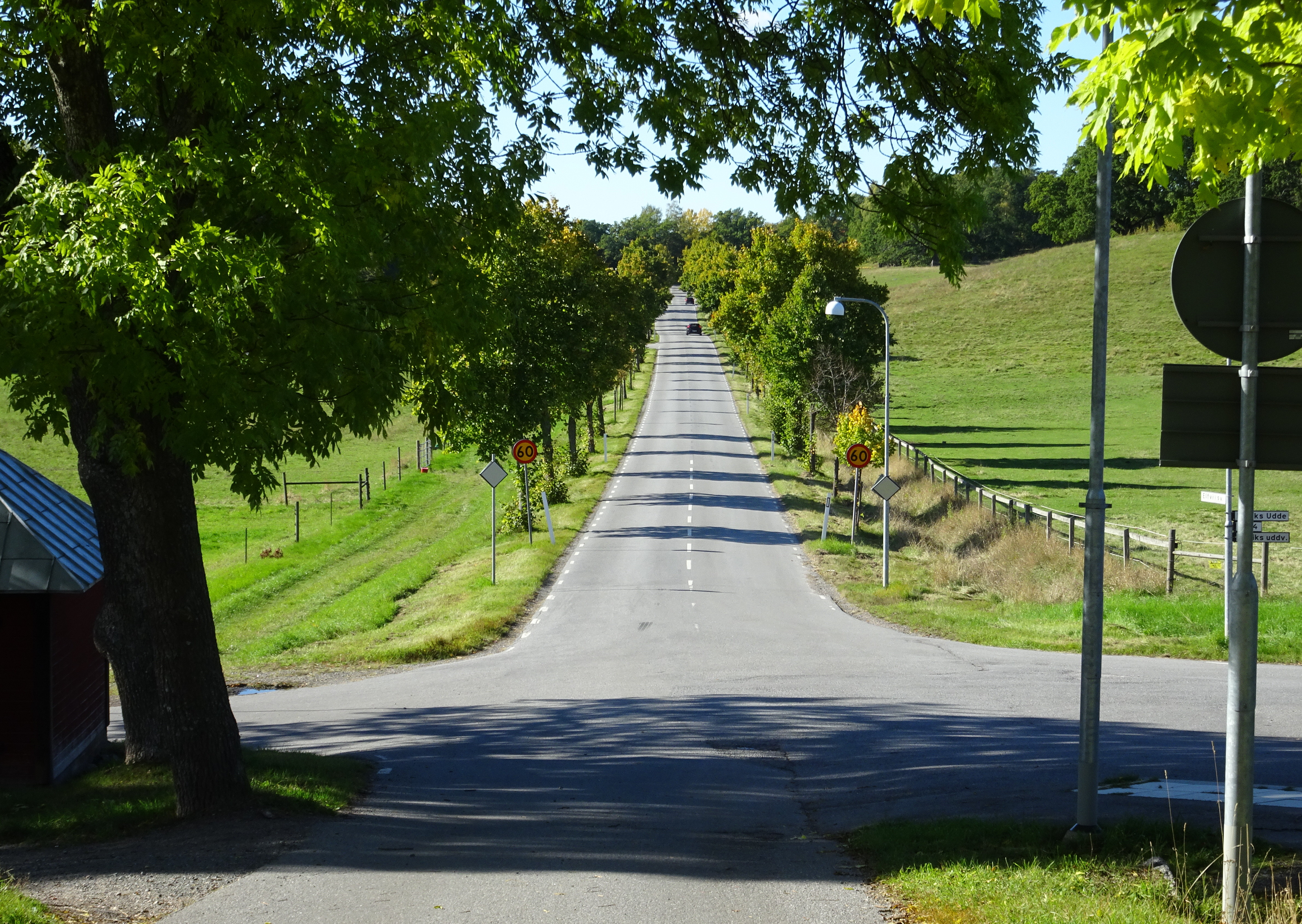
Elfviksvägen västerut från Elfviks gård.
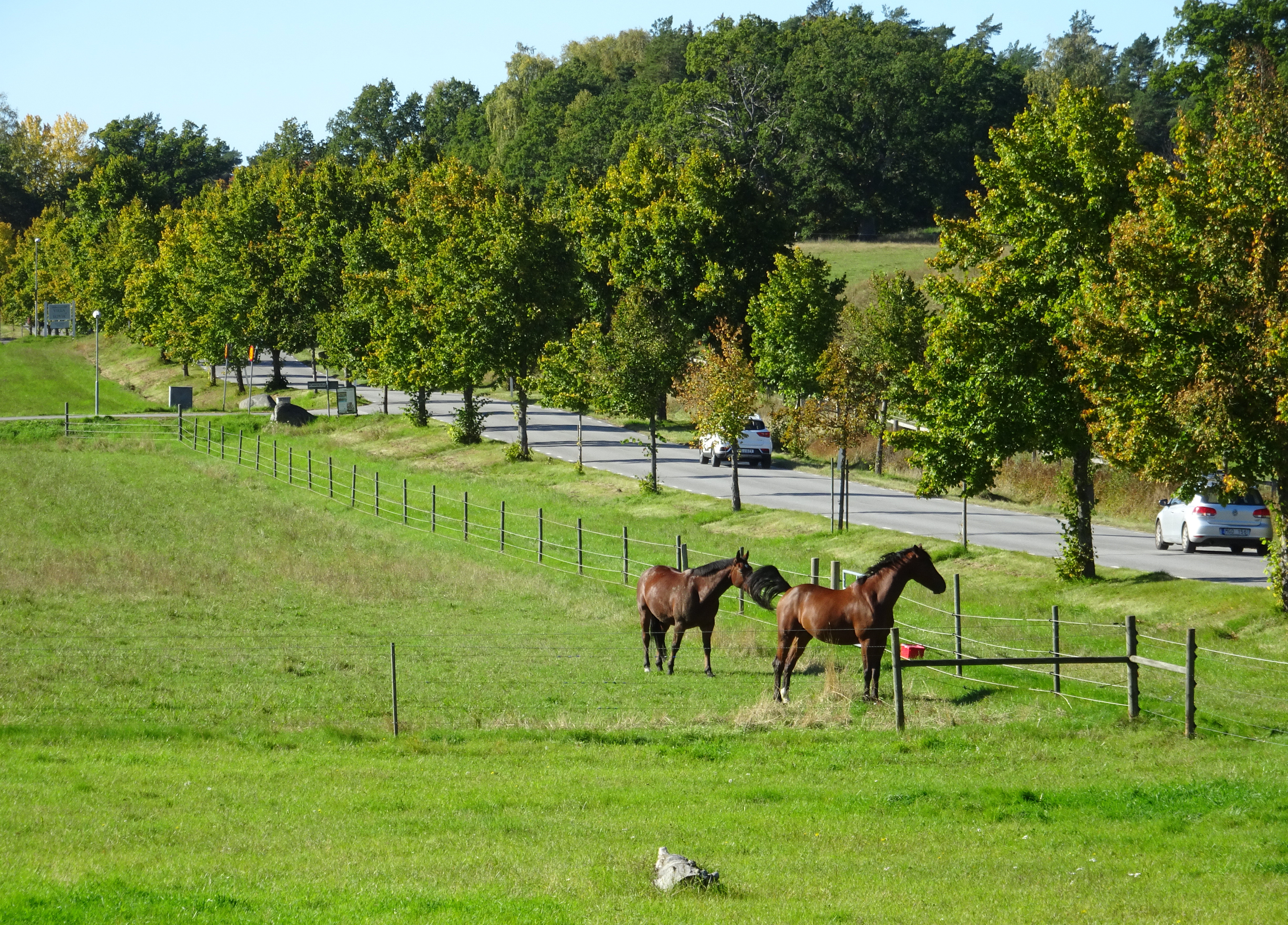
Elfviksvägen västerut från Elfviks gård.
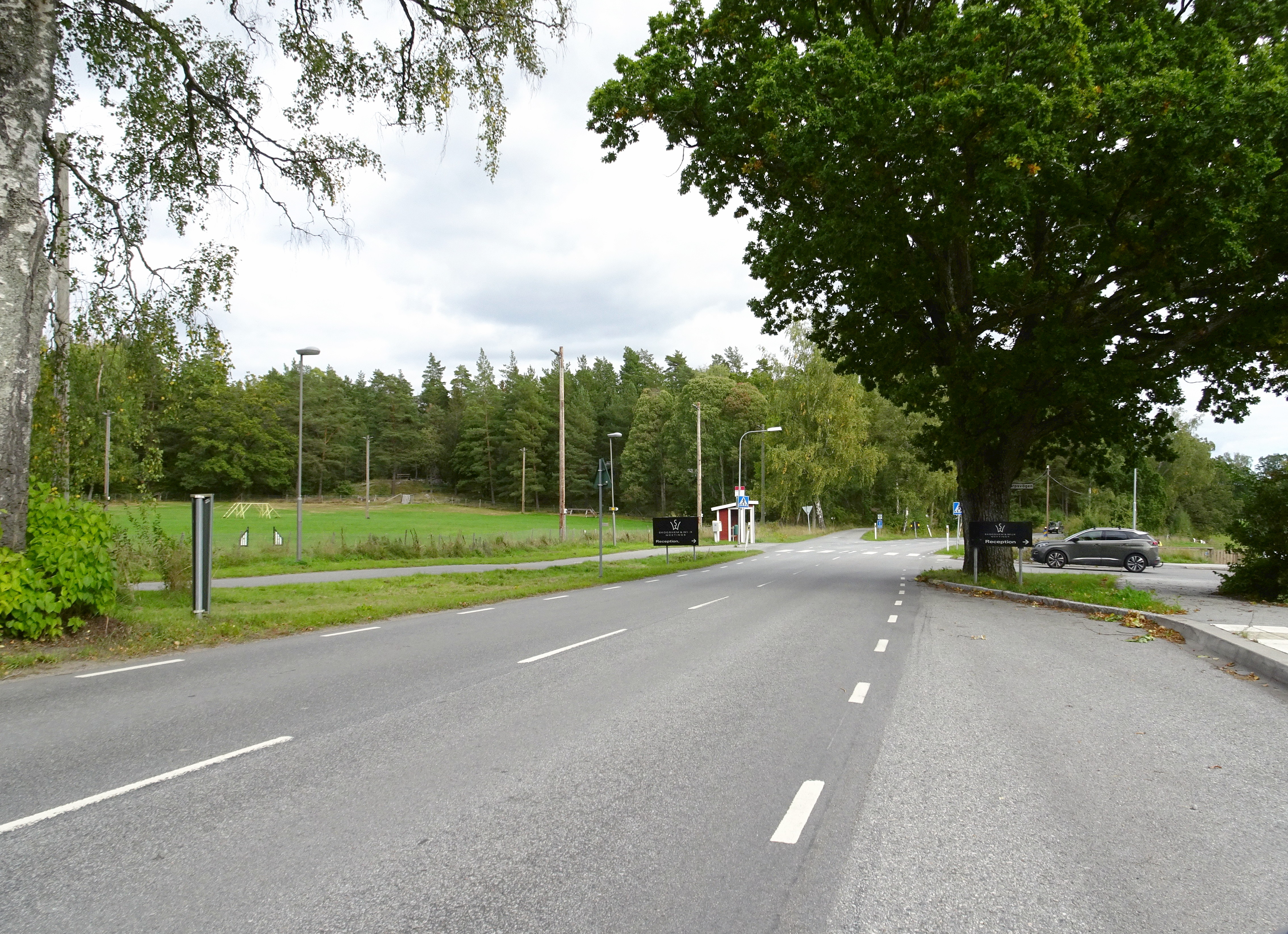
Elfviksvägen österut i höjd med Furutorp.
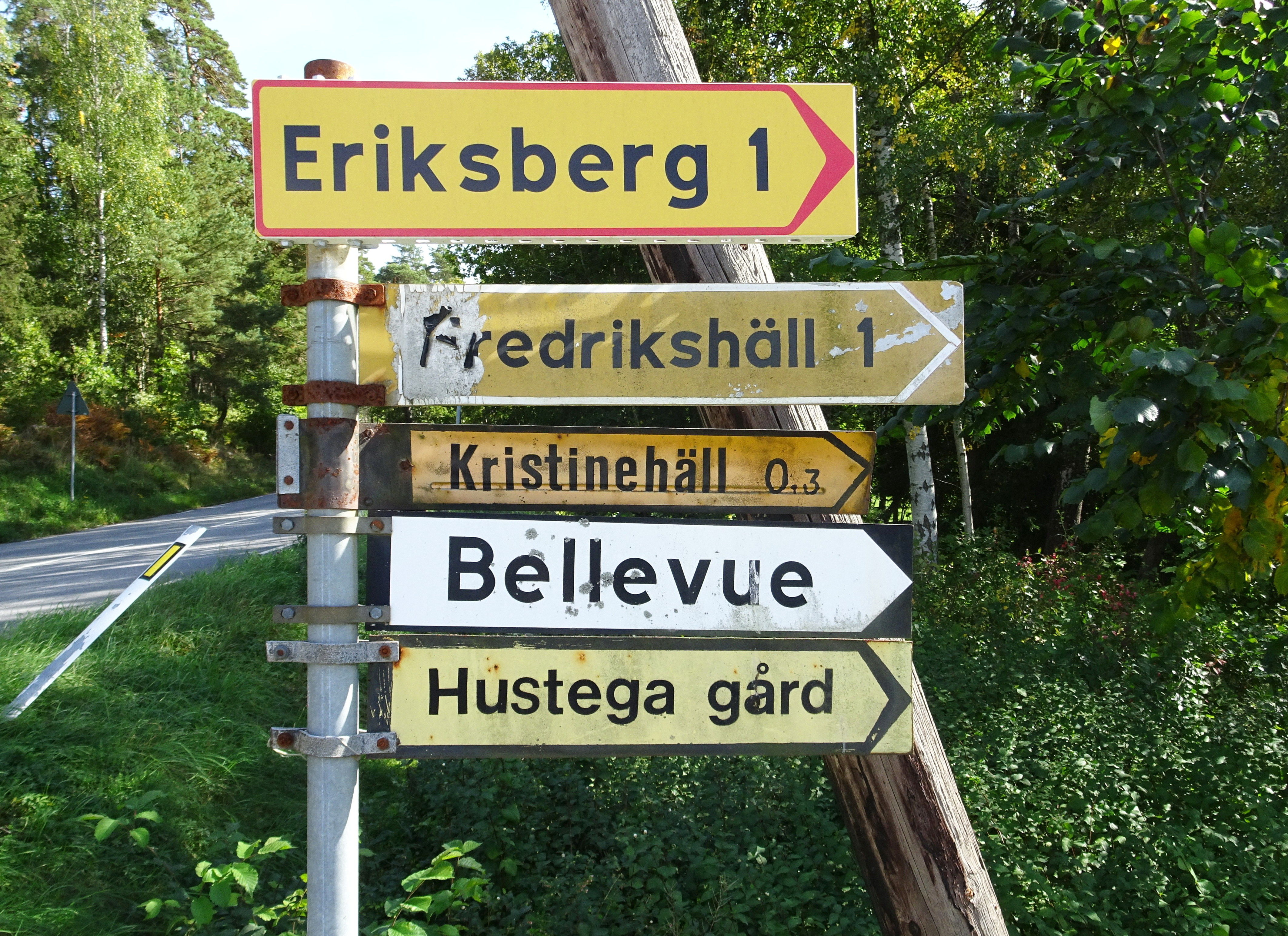
Skyltar vid Elfviksvägen i Yttringe.